# Bob Cousy
Robert Joseph Cousy (New York, NY, 9. kolovoza 1928.) - bivši američki košarkaš i trener. Cousy je od 1950. do 1963. godine igrao za Boston Celticse, a nakon umirovljenja je kratko zaigrao i za Cincinnati Royalse u sezoni 1969./1970.
Rodio se kao dijete francuskih imigranata na Manhattanu u New Yorku. Cousy je košarkašku karijeru počeo još u srednjoj školi, a dobre igre osigurale su mu stipendiju na Koledžu Svetog križa, čije je Crusaderse vodio do završnice NCAA prvenstva 1948. i 1950. godine te je tri godine za radom dobivao nagrade od strane NCAA-a. Na draftu 1950. godine, Cousyja su izvorno odabrali Tri-Cities Blachawks, ali nakon što se Cousy nije pojavio u klubu, preuzeli su ga Boston Celticsi, iako njihov trener Red Auerbach nije bio oduševljen Cousyjem. Međutim, Cousy je imao iznimno uspješnu karijeru u Celticsima. Rekordnih je osam sezona za redom bio najbolji asistent lige (i danas je najbolji asistent Celticsa svih vremena), osvojio je šest naslova NBA prvaka te je čak 13 puta izabiran u NBA All-Star momčad u svojih 13 sezona s Celticsima. Također je u 12 navrata imenovan u najbolje prve i druge momčadi lige, a 1957. godine dobio je Nagradu za najkorisnijega igrača NBA.
U svom rekordnom nizu asistencija, Cousy je uspio postići novi spoj kontrole lopte i dodavanja, koji mu je kasnije osigurao nadimak "Houdini s parketa" (eng. "The Houdini of the Hardwood"). Jedan od nadimaka bio mu je i "Cooz", a u Boston Gardenu je redovito najavljivan kao "Gospodin Košarka" (eng. "Mr. Basketball"). Nakon igračkoga umirovljenja i sveučilišne trenerske karijere, nekoliko je godina vodio Cincinnati Royalse, za koje je u dobi od 41 godine čak i odigrao sedam utakmica u sezoni 1969./1970.
Nakon sportske karijere, Cousy je postao komentator utakmica Boston Celticsa. Nakon što je 1971. godine primljen u Kuću slavnih Naismith Memorial, Celticsi su umirovili njegov dres s brojem 14 te ga izložili u dvorani, iznad terena. Godine 1971. izabran je u momčad povodom 25. obljetnice lige, deset godina kasnije u momčad povodom 35. obljetnice, a 1996. godine je imenovan i među 50 najvećih igrača u povijesti NBA lige, čime je postao samo jedan od četiri igrača koji su uvršteni u sve tri selekcije. Od 1954. do 1958. godine bio je i prvi predsjednik Udruge igrača NBA lige. Tadašnji američki predsjednik Donald Trump mu je 22. kolovoza 2019. godine uručio Predsjedničko odličje slobode.